# リック・フラッグ
リック・フラッグ(Rick Flag)は、DCコミックスの出版するアメリカン・コミックスに登場する架空の登場人物。

## 概要
初登場は、1959年発行の『The Brave and The Bold #25』。
初期のスーサイド・スクワッド（Suicide Squad）はヴィランを集めたチームではなく、恐竜やモンスターと戦う軍の特攻隊として機能しており、チームのリーダーとして登場した。

## 人物
本名：リチャード・フラッグ（Richard Flag, Jr.）
スーサイド・スクワッドの指揮官として登場する回数が多い。

### 経歴
元は空軍のパイロットであり、その才能を認められ特殊部隊へ入隊。その後は軍の戦略担当として活躍していた。

### 家族
父
リック・フラッグ・Sr.（Rick Flag, Sr.）
初登場、1987年発行の『Secret Origins(Vol.2) #14』。
本名：リチャード・モンゴメリー・フラッグ・Sr.（Richard Montgomery Flag, Sr.）
第二次世界大戦中にアメリカ軍が結成したスーサイド・スコードロンの一員であった。

#### 映像作品
映画
『スーパーマン』（2025年）
演 - フランク・グリロ
ドラマ
『ピースメイカー』シーズン2（2025年）
演 - フランク・グリロ
アニメ
『クリーチャー・コマンドーズ』（2024年）
声 - フランク・グリロ
息子
リック・フラッグⅢ（Rick Flag Ⅲ）
誘拐され別の家族に養子に出されたことで、以降父とは顔を合わせていない。

## 映像作品

### 映画
『スーサイド・スクワッド』（2016年）
演 - ヨエル・キナマン
『ザ・スーサイド・スクワッド “極”悪党、集結』（2021年）
演 - ヨエル・キナマン

### ドラマ
『ピースメイカー』シーズン2（2025年）
演 - ヨエル・キナマン